# Discografie van Emma Heesters
Hieronder volgt de discografie van de Nederlandse zangeres Emma Heesters, met name haar nummers met een notering in een hitlijst en haar Top 2000-noteringen. 

## Nummers met notering(en) in een hitlijst
| Lied                                                       | Verschijnen       | Album                           | Hitlijsten | Hitlijsten | Hitlijsten  | Hitlijsten  | Hitlijsten   | Hitlijsten   | Opmerkingen                           |
| Lied                                                       | Verschijnen       | Album                           | BE (VL)    | BE (VL)    | NL (Top 40) | NL (Top 40) | NL (Top 100) | NL (Top 100) | Opmerkingen                           |
| Lied                                                       | Verschijnen       | Album                           | Piek       | Weken      | Piek        | Weken       | Piek         | Weken        | Opmerkingen                           |
| ---------------------------------------------------------- | ----------------- | ------------------------------- | ---------- | ---------- | ----------- | ----------- | ------------ | ------------ | ------------------------------------- |
| Pa Olvidarte (met Rolf Sanchez)                            | 18 oktober 2019   | —                               | —          | —          | 2           | 21          | 2            | 81           | Alarmschijf / 4× platina in Nederland |
| Loop niet weg (met Kris Kross Amsterdam en Tino Martin)    | 7 februari 2020   | Voor iedereen (van Tino Martin) | —          | —          | 4           | 16          | 3            | 33           | Dubbelplatina in Nederland            |
| Waar ga je heen                                            | 29 mei 2020       | —                               | tip        | —          | 12          | 15          | 21           | 21           | Alarmschijf / Platina in Nederland    |
| Donderdag (met Kris Kross Amsterdam en Bilal Wahib)        | 22 oktober 2020   | —                               | tip        | —          | 29          | 4           | 37           | 6            | Goud in Nederland                     |
| Als de eerste sneeuw valt                                  | 20 november 2020  | —                               | —          | —          | 31          | 3           | —            | —            |                                       |
| Schat ik ben ok                                            | 19 maart 2021     | —                               | tip        | —          | tip3        | —           | —            | —            | Goud in Nederland                     |
| Alles wat ik mis (met Ronnie Flex en Kris Kross Amsterdam) | 16 mei 2021       | —                               | tip21      | —          | 7           | 7           | 1 (1 wk)     | 17           | Platina in Nederland                  |
| Rendez-vous (met Metejoor)                                 | 11 juni 2021      | —                               | 4          | 24         | tip2        | —           | —            | —            | MNM-Big Hit / Platina in België       |
| Meisje zonder naam (met Trobi en Ronnie Flex)              | 17 september 2021 | Trobi on the beat (van Trobi)   | —          | —          | tip8        | —           | 56           | 4            |                                       |
| Holiday                                                    | 1 december 2021   | —                               | —          | —          | tip24       | —           | —            | —            |                                       |
| Zwaartekracht (met Regi Penxten)                           | 18 maart 2022     | —                               | 7          | 27         | —           | —           | —            | —            | MNM-Big Hit / Platina in België       |
| Met jou kan ik het aan (met Anouk)                         | 3 januari 2023    | —                               | —          | —          | tip5        | —           | —            | —            |                                       |
| HJB (met Maks)                                             | 25 mei 2023       | —                               | —          | —          | tip9        | —           | 50           | 12           |                                       |
| Dat hadden wij moeten zijn (met Maksim)                    | 8 september 2023  | —                               | 7          | 24         | tip18       | —           | —            | —            | MNM-Big Hit                           |
| Haat me                                                    | 19 januari 2024   | —                               | —          | —          | tip9        | —           | —            | —            |                                       |
| Contigo (met Rolf Sanchez)                                 | 6 juli 2024       | —                               | —          | —          | 10          | 15          | 22           | 17           | —                                     |
| Alleen met jou (met Yves Berendse)                         | 5 oktober 2024    | —                               | —          | —          | 11          | 22          | 9            | 29*          |                                       |
| Kerst zonder jou (met Snelle)                              | 14 november 2024  | —                               | —          | —          | —           | —           | 86           | 1            | —                                     |

## NPO Radio 2 Top 2000
| Nummer met noteringen in de NPO Radio 2 Top 2000 | '20  | '21  |
| ------------------------------------------------ | ---- | ---- |
| Pa Olvidarte (met Rolf Sanchez)                  | 1152 | 1795 |

1. ↑  Een vetgedrukt getal geeft de hoogste notering aan.
2. ↑  2020 was het eerste jaar met een notering voor dit nummer.
3. ↑  Deze tabel is bijgewerkt tot en met de laatste editie (2024).